# Valentino Mazzola
Valentino Mazzola (Cassano d'Adda, 26 de janeiro de 1919 — Turim, 4 de maio de 1949) foi um futebolista italiano da década de 1940, considerado um dos melhores meia-armadores da história, e um dos grandes prejudicados pela não-realização de Copas do Mundo nessa década devido à Segunda Guerra Mundial.

## Carreira
Começou sua carreira no A.C. Tresoldi e posteriormente foi atuar no Alfa Romeo, da série C do campeonato italiano. A partir de 1939, foi defender por quatro temporadas o Venezia, conquistando em 1941 a Copa da Itália.
Despertando o desejo dos grandes clubes italianos, Mazzola acabou se transferindo para o Torino, em 1942, e logo em seu primeiro ano no clube, conquistou o campeonato italiano.  O futebol italiano, entretanto, entraria em pausa a partir daí com o agravamento da Guerra, voltando em 1946. Logo, Mazzola e o Toro conquistariam mais três Scudetti, seguidos, sendo que no segundo Mazzola terminou como artilheiro da competição (o de 1947).
O pentacampeonato, em 1949, estava quase garantido quando ocorreu, em maio, a tragédia de Superga: após um amistoso contra o Benfica, de Portugal, Mazzola e todo o grande time do Torino, além de dirigentes e jornalistas, morreram quando o avião em que viajavam chocou-se contra uma igreja. O Torino teve que jogar as partidas restantes com seus juvenis. Em grande sinal de respeito, seus quatro adversários (Genoa, Palermo, Sampdoria e Fiorentina) também escalaram seus juvenis. O Torino acabou campeão. Sendo o clube a base da seleção italiana e Mazzola seu principal destaque, a Itália perdia sua grande esperança de conquistar a Copa do Mundo de 1950, no Brasil.
Valentino teve dois filhos: Ferruccio, que tornar-se-ia presidente do Torino; e Alessandro, que seguiu os passos do pai e tornou-se grande destaque do futebol italiano nos anos 60, pela Inter de Milão e pela Azzurra.
Curiosamente, o jogador ítalo-brasileiro José João Altafini é conhecido no Brasil como "Mazzola" devido à sua semelhança física com Valentino.

## Estatísticas

### Clubes
| Equipe            | Temporada         | Campeonato nacional | Campeonato nacional | Copa nacional | Copa nacional | Total | Total |
| Equipe            | Temporada         | Jogos               | Gols                | Jogos         | Gols          | Jogos | Gols  |
| ----------------- | ----------------- | ------------------- | ------------------- | ------------- | ------------- | ----- | ----- |
| Venezia           | 1939–40           | 6                   | 1                   | 1             | 1             | 7     | 2     |
| Venezia           | 1940–41           | 27                  | 6                   | 6             | 3             | 33    | 9     |
| Venezia           | 1941–42           | 28                  | 5                   | 4             | 0             | 32    | 5     |
| Venezia           | Total             | 61                  | 12                  | 11            | 4             | 72    | 16    |
| Torino            | 1942–43           | 30                  | 11                  | 5             | 5             | 35    | 16    |
| Torino            | 1943–44           | 25                  | 21                  | —             | —             | 25    | 11    |
| Torino            | 1945–46           | 35                  | 16                  | —             | —             | 35    | 16    |
| Torino            | 1946–47           | 38                  | 29                  | —             | —             | 38    | 29    |
| Torino            | 1947–48           | 37                  | 25                  | —             | —             | 37    | 25    |
| Torino            | 1948–49           | 30                  | 16                  | —             | —             | 30    | 16    |
| Torino            | Total             | 195                 | 118                 | 5             | 5             | 200   | 123   |
| Total na carreira | Total na carreira | 376                 | 294                 | 16            | 9             | 392   | 303   |

### Seleção Italiana
| Ano   | Jogos | Gols |
| ----- | ----- | ---- |
| 1942  | 2     | 1    |
| 1945  | 1     | 0    |
| 1946  | 1     | 1    |
| 1947  | 4     | 1    |
| 1948  | 2     | 0    |
| 1949  | 2     | 1    |
| Total | 12    | 4    |

Expanda a caixa de informações para conferir todos os jogos deste jogador, pela sua seleção.
|     | Data                    | Local                              | Resultado | Adversário      | Gol(s) | Competição |
| --- | ----------------------- | ---------------------------------- | --------- | --------------- | ------ | ---------- |
| 1.  | 5 de abril de 1942      | Luigi Ferraris, Gênova             | 4–0       | Croácia         | 0      | Amistoso   |
| 2.  | 19 de abril de 1942     | Giuseppe Meazza, Milão             | 4–0       | Espanha         | 1      | Amistoso   |
| 3.  | 11 de novembro de 1945  | Hardturm, Zurique                  | 4–4       | Suíça           | 0      | Amistoso   |
| 4.  | 1 de dezembro de 1946   | Giuseppe Meazza, Milão             | 3–2       | Áustria         | 1      | Amistoso   |
| 5.  | 27 de abril de 1947     | Artemio Franchi, Florença          | 5–2       | Suíça           | 1      | Amistoso   |
| 6.  | 11 de maio de 1947      | Olímpico, Turim                    | 3–2       | Hungria         | 0      | Amistoso   |
| 7.  | 9 de novembro de 1947   | Ernst-Happel-Stadion, Viena        | 1–5       | Áustria         | 0      | Amistoso   |
| 8.  | 14 de dezembro de 1947  | Stadio della Vittoria, Bari        | 3–1       | Tchecoslováquia | 0      | Amistoso   |
| 9.  | 4 de abril de 1948      | Olympique Yves-du-Manoir, Colombes | 3–1       | França          | 0      | Amistoso   |
| 10. | 16 de maio de 1948      | Olímpico, Turim                    | 0–4       | Inglaterra      | 0      | Amistoso   |
| 11. | 27 de fevereiro de 1949 | Luigi Ferraris, Gênova             | 4–1       | Portugal        | 1      | Amistoso   |
| 12. | 27 de março de 1949     | Chamartín, Madri                   | 3–1       | Espanha         | 0      | Amistoso   |

## Títulos
Venezia
- Coppa Italia: 1940–41

Torino
- Serie A: 1942–43, 1945–46, 1946–47, 1947–48 e 1948–49
- Coppa Italia: 1942–43

### Prêmios individuais
- Hall da Fama do Futebol Italiano: 2012 (postumamente)
- Calçada da Fama do Esporte Italiano: 2015
- Hall da Fama do Torino FC: 2015
- IFFHS ALL TIME DREAM TEAMS ITALY (Time B)[2]

### Artilharias
- Serie A de 1946–47 (29 gols)
- Coppa Italia de 1942–43 (5 gols)